# Ingrid Örtegren
Ingrid Gunhild Margareta Örtegren, född 25 december 1923 i Göteborg, död 2000, var en svensk fil. mag., läroverksadjunkt, tecknare och målare.
Hon var dotter till disponenten Sven Örtegren och Adelia Jansson och gift 1946–1966 med missionären Åke Ernst Vilhelm Holmberg. Örtegren studerade konstför Nils Nilsson vid Valands målarskola i Göteborg 1943–1946, hon blev fil. kand. 1945 och fil. mag. 1953. Hon fortsatte sina konststudier på egen hand i Italien under längre studieresor 1951 och 1953. Tillsammans med sin man var hon bosatt i Natal 1947–1951 och vistelsen där kom att få stor betydelse för hennes konstnärskap. Separat ställde hon ut på God konst i Göteborg 1948 och tillsammans med Brita Hansson ställde hon ut i Göteborg 1951. Hon medverkade ett flertal gånger i Göteborgs konstförenings Decemberutställningar på Göteborgs konsthall och sommarutställningarna på Mässhallen i Göteborg. Hon var representerad i Nationalmuseums utställning Unga tecknare 1953 och samma år medverkade hon i en samlingsutställning i Uppsala. Hennes konst består av porträtt, figurkompositioner och landskapsskildringar utförda i olja, akvarell eller i form av teckningar.   